# Branka Pupovac
Branka Pupovac (Wollongong (nueva Gales del Sur)- 3 de marzo de 1972) es una competidora paralímpica de tenis en silla de ruedas de Australia. Consiguió una medalla de plata en dobles femeninos durante los Juegos Paralímpicos de Sídney del año 2000.

## Vida personal
Pupovac nació el 3 de marzo de 1972 en Wollongong, Nueva Gales del Sur. Es de Sídney, Nueva Gales del Sur y asistió a la Universidad de Wollongong donde obtuvo una licenciatura en comercio. En el año 2000, estaba estudiando para convertirse en consejera. Pupovac es una parapléjica a medias, como resultado de un accidente mientras iba en la parte trasera de la motocicleta de una amiga cuando tenía 20 años. Su amiga cruzó una serie de líneas dobles en un esfuerzo por adelantar a un coche. Llevaba un casco en ese momento, pero aun así, tuvo daños importantes en su cuello y en la médula espinal.
Pupovac, junto con Karni Liddell, Hamish MacDonald y Charmaine Dalli, fue una de los dieciocho paralímpicos australianos fotografiados por Emma Hack para un calendario de desnudos. La fotografía de ella en el calendario la muestra en topless y cubierta de pintura corporal marrón y dorada.

## Tenis

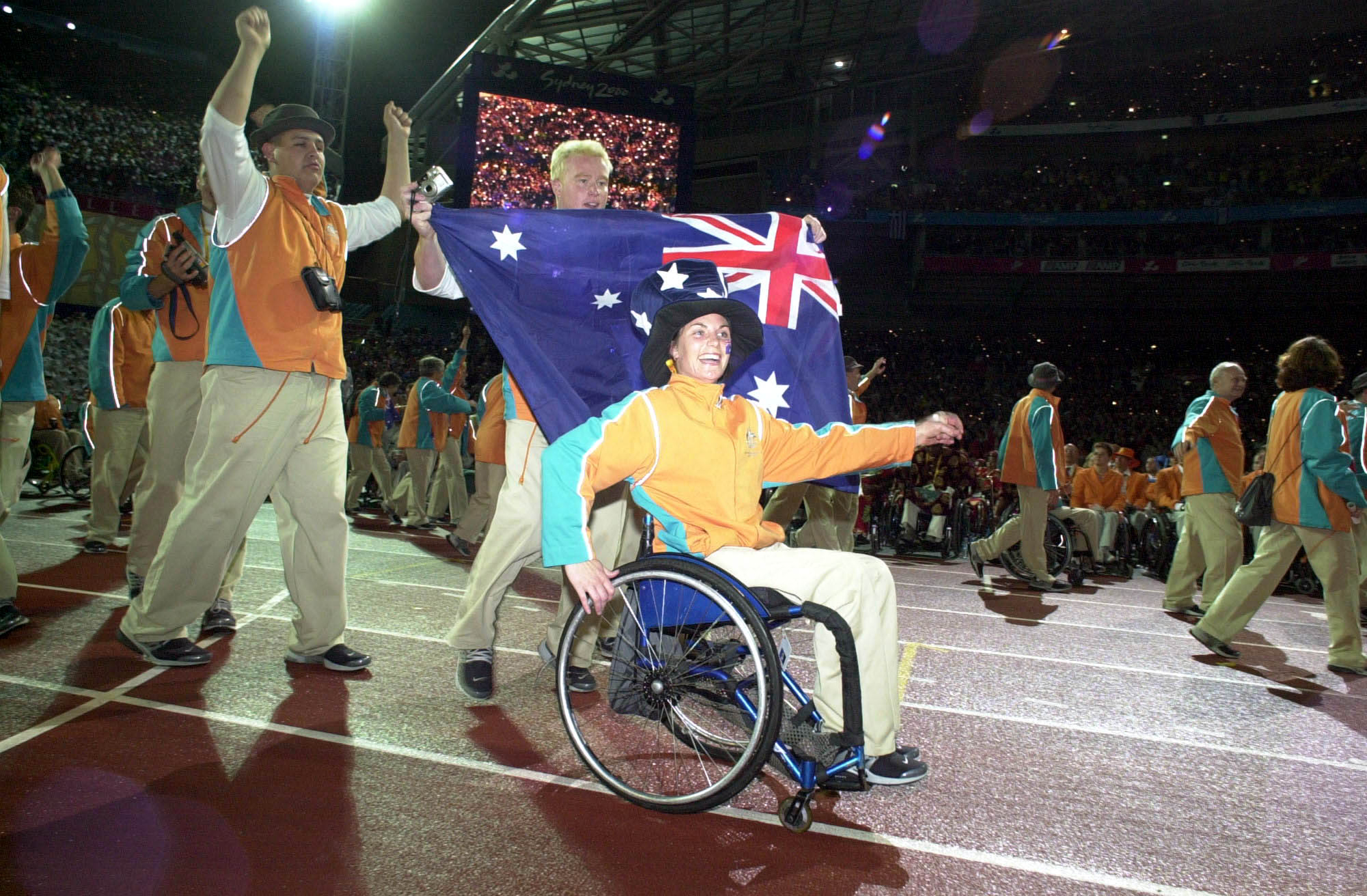
Pupovac (se muestra al frente) en el Desfile de Atletas en la Ceremonia de Apertura de los Juegos Paralímpicos de Sídney 2000.

Pupovac compitió por primera vez internacionalmente en tenis en silla de ruedas en 1996.  Ese mismo año fue elegida miembro del Escuadrón de Desarrollo de Tenis en Silla de Ruedas de los Juegos Paralímpicos de Australia. Más tarde fue elegida para ser miembro de la Copa Mundial de Equipos de Australia. En el Abierto de Estados Unidos de 1997 de tenis en silla de ruedas, Branka fue barrida en sets corridos por Chantal Vandierendonck durante la primera ronda. Vandierendonck la derrotó 6-2 y 6-1. En 1998, ocupó el puesto 14 en el mundo para femenino individual y tenis de dobles.

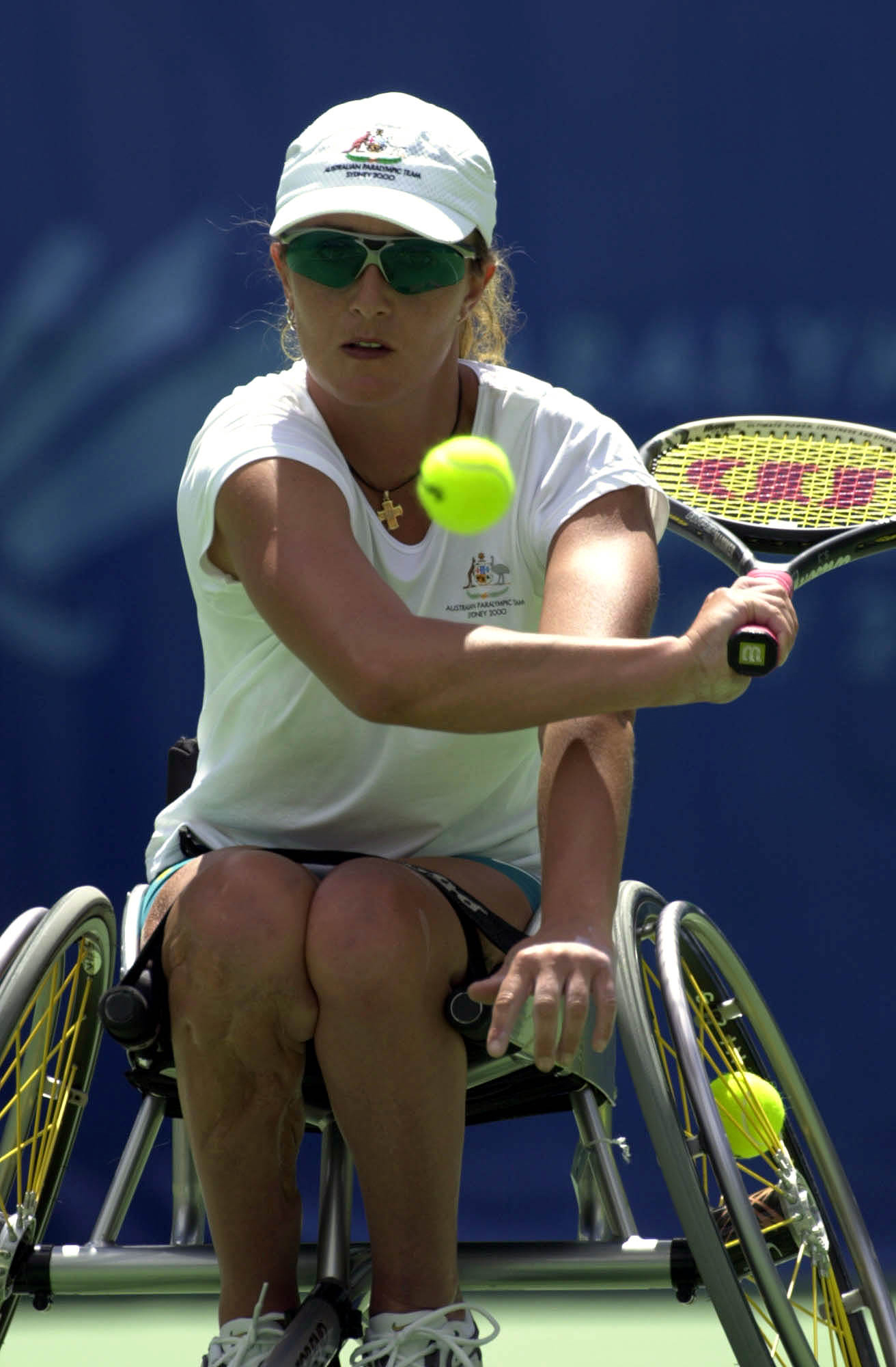
Branka Pupovac hace un golpe de revés en la pelota durante el partido de los Juegos Paralímpicos de Sídney 2000.

Mientras se preparaba para los Juegos Paralímpicos de Sídney 2000, ella entrenaba hasta seis días a la semana. En 1998, llegó a cuartos de final del Abierto de Australia. El mismo año, en el US Open, ganó el sorteo de consolación. En 1998, también llegó a la final del sorteo de consolación del British Open. En agosto de 1999, obtuvo el ranking internacional más alto de su sencillo cuando fue clasificada novena en el mundo. En 2000, su participación deportiva competitiva fue patrocinada por la Autoridad de Accidentes de Motor en Nueva Gales del Sur. En 2000, terminó segunda en el Abierto de Australia y el Abierto de Francia en el sorteo de consolidación. Fue paralímpica de la Autoridad de Accidentes de Motor de 1998 y 2000. Ella ganó una medalla de plata en los Juegos de Sídney 2000 en el evento Dobles Femenino, con Daniela Di Toro como su compañera. En octubre de 2000, obtuvo su clasificación internacional de dobles más alta cuando ocupó el puesto doce. Ella compitió en su última competencia internacional en 2004, en la Copa Mundial de Equipos en Nueva Zelanda.